# 나카카와베역
나카카와베역(일본어: 中川辺駅)은 일본 기후현 가모 군 가와베정에 있는 도카이 여객철도 다카야마 본선의 역이다. 상대식 승강장 2면 2선의 구조를 가지는 지상역이다.

## 타는 곳
| 1 | ■ 다카야마 본선 | 상행 | 미노오타 · 기후 방면 |
| 2 | ■ 다카야마 본선 | 하행 | 게로 · 다카야마 방면 |

## 역 주변
- 가와베 정청
- 국도 제41호선
- 히다 강

## 인접 정차역
| 도카이 여객철도 다카야마 본선 | 도카이 여객철도 다카야마 본선 | 도카이 여객철도 다카야마 본선   |
| ----------------------------- | ----------------------------- | ------------------------------- |
| 고비 기후 방면                | ■ 다카야마 본선               | 시모아소 다카야마·이노타니 방면 |